# National League 2017-18
La temporada 2017-18 de la National League, conocida como la Vanarama National League por motivos de patrocinio, fue la tercera temporada de la quinta división inglesa, desde su creación en 2015. el Lincoln City fue el último campeón del título. En el play-off, ascendió el Forest Green Rovers.
Un total de 24 equipos participan en la competición, incluyendo 18 equipos de la temporada anterior, 2 provenientes de la National League North 2016-17, 2 provenientes de la National League South 2016-17 y 2 provenientes de la Football League Two 2016-17.

## Participantes

### Ascensos
Fylde aseguró el ascenso a la National League 2017-18 tras ganar la Conference North junto con el Halifax Town que consiguió el ascenso tras ganar la final de los play-offs ante Chorley. 
Maidenhead United aseguró el ascenso a la National League 2017-18 tras conseguir el ascenso en la National League South junto con el Ebbsfleet United que consiguió el ascenso tras ganar la final de los play-offs ante Chelmsford City. 

### Descensos
Hartlepool United y el Leyton Orient fueron los equipos que descendieron de la English Football League Two 2016-17.
York City, Braintree Town, North Ferriby United y Southport fueron los cuatro equipos que descendieron de la National League 2016/17. Southport, North Ferriby United, York City descendieron a la Conference North, mientras que el Braintree Town descendió a la National League South.

## Equipos participantes

### Ascensos y descensos
| Pos | a Football League Two           |
| --- | ------------------------------- |
| 1º  | Lincoln City                    |
| 3º  | Forest Green Rovers (Promoción) |

| Pos | a National League |
| --- | ----------------- |
| 23º | Hartlepool United |
| 24º | Leyton Orient     |

| Pos   | a National League            |
| ----- | ---------------------------- |
| 1º N. | Fylde                        |
| 1º S. | Maidenhead United            |
| 3º N. | Halifax Town (Promoción)     |
| 2º S. | Ebbsfleet United (Promoción) |

| Pos | a National League North o South              |
| --- | -------------------------------------------- |
| 21º | York City (National League North)            |
| 22º | Braintree Town (National League South)       |
| 23º | North Ferriby United (National League North) |
| 24º | Southport (National League North)            |

## Equipos de la temporada 2017-18
| Aldershot Town                            | Aldershot          | Gary Waddock     | Recreation Ground               | 7.500  |
| Barrow                                    | Barrow-in-Furness  | Paul Cox         | Holker Street                   | 4.414  |
| Boreham Wood                              | Borehamwood        | Luke Garrard     | Meadow Park                     | 4.502  |
| Bromley                                   | Bromley            | Neil Smith       | Courage Stadium                 | 6.000  |
| Chester                                   | Chester            | Jon McCarthy     | Deva Stadium                    | 5.376  |
| Dagenham & Redbridge                      | Barking y Dagenham | John Still       | Victoria Road                   | 6.078  |
| Dover Athletic                            | Dover              | Chris Kinnear    | Crabble Athletic Ground         | 5.745  |
| Eastleigh                                 | Eastleigh          | Chris Todd       | Estadio Silverlake              | 5.192  |
| Ebbsfleet United                          | Northfleet         | Daryl McMahon    | Stonebridge Road                | 5.011  |
| Fylde                                     | Wesham             | Dave Challinor   | Mill Farm                       | 6.000  |
| Gateshead                                 | Gateshead          | Neil Aspin       | Gateshead International Stadium | 11.800 |
| Guiseley                                  | Guiseley           | Mark Bower       | Nethermoor Park                 | 4.200  |
| Halifax Town                              | Halifax            | Billy Heath      | The Shay                        | 14.061 |
| Hartlepool United                         | Hartlepool         | Matthew Bates    | Victoria Park                   | 7.749  |
| Leyton Orient                             | Leyton             | Justin Edinburgh | Brisbane Road                   | 9.271  |
| Macclesfield Town                         | Macclesfield       | John Askey       | Moss Rose                       | 6.335  |
| Maidenhead United                         | Maidenhead         | Alan Devonshire  | York Road                       | 3.250  |
| Maidstone United                          | Maidstone          | Jay Saunders     | Gallagher Stadium               | 3.030  |
| Solihull Moors                            | Solihull           | Liam McDonald    | Damson Park                     | 3.050  |
| Sutton United                             | Sutton             | Paul Doswell     | Gander Green Lane               | 5.013  |
| Tranmere Rovers                           | Birkenhead         | Micky Mellon     | Prenton Park                    | 16.789 |
| Torquay United                            | Torquay            | Chris Hargreaves | Plainmoor                       | 6.500  |
| Woking                                    | Woking             | Garry Hill       | Kingfield Stadium               | 6.036  |
| Wrexham                                   | Wrexham            | Kevin Wilkin     | Racecourse Ground               | 10.771 |
| Datos actualizados al 14 de mayo de 2017. |                    |                  |                                 |        |

## Clasificación
|  | Pos. | Equipo               | PJ | PG | PE | PP | GF | GC | Dif. | Pts. |
|  | ---- | -------------------- | -- | -- | -- | -- | -- | -- | ---- | ---- |
|  | 1.   | Macclesfield Town    | 46 | 27 | 11 | 8  | 67 | 46 | +21  | 92   |
|  | 2.   | Tranmere Rovers      | 46 | 24 | 10 | 12 | 78 | 46 | +32  | 82   |
|  | 3.   | Sutton United        | 46 | 23 | 10 | 13 | 67 | 53 | +14  | 79   |
|  | 4.   | Boreham Wood         | 46 | 20 | 15 | 11 | 64 | 47 | +17  | 75   |
|  | 5.   | Aldershot Town       | 46 | 20 | 15 | 11 | 64 | 52 | +12  | 75   |
|  | 6.   | Ebbsfleet United     | 46 | 19 | 17 | 10 | 64 | 50 | +14  | 74   |
|  | 7.   | Fylde                | 46 | 20 | 13 | 13 | 81 | 57 | +24  | 73   |
|  | 8.   | Dover Athletic       | 46 | 20 | 13 | 13 | 62 | 44 | +18  | 73   |
|  | 9.   | Bromley              | 46 | 19 | 13 | 14 | 75 | 58 | +17  | 70   |
|  | 10.  | Wrexham              | 46 | 17 | 19 | 10 | 49 | 39 | +10  | 70   |
|  | 11.  | Dagenham & Redbridge | 46 | 19 | 11 | 16 | 69 | 62 | +7   | 68   |
|  | 12.  | Maidenhead United    | 46 | 17 | 13 | 16 | 65 | 66 | -1   | 64   |
|  | 13.  | Leyton Orient        | 46 | 16 | 12 | 18 | 58 | 56 | +2   | 60   |
|  | 14.  | Eastleigh            | 46 | 13 | 17 | 16 | 65 | 72 | -7   | 56   |
|  | 15.  | Hartlepool United    | 46 | 14 | 14 | 18 | 53 | 63 | -10  | 56   |
|  | 16.  | Halifax Town         | 46 | 13 | 16 | 17 | 48 | 58 | -10  | 55   |
|  | 17.  | Gateshead            | 46 | 12 | 18 | 16 | 62 | 58 | +4   | 54   |
|  | 18.  | Maidstone United     | 46 | 13 | 15 | 18 | 53 | 63 | -10  | 54   |
|  | 19.  | Solihull Moors       | 46 | 14 | 12 | 20 | 49 | 60 | -11  | 54   |
|  | 20.  | Barrow               | 46 | 11 | 16 | 19 | 51 | 63 | -12  | 49   |
|  | 21.  | Woking               | 46 | 13 | 9  | 24 | 55 | 76 | -21  | 48   |
|  | 22.  | Torquay United       | 46 | 10 | 12 | 24 | 45 | 73 | -28  | 42   |
|  | 23.  | Chester              | 46 | 8  | 13 | 25 | 42 | 79 | -37  | 37   |
|  | 24.  | Guiseley             | 46 | 7  | 12 | 27 | 44 | 89 | -45  | 33   |

Pts. = Puntos; P. J. = Partidos jugados; G. = Partidos ganados; E. = Partidos empatados; P. = Partidos perdidos; G. F. = Goles a favor; G. C. = Goles en contra; Dif. = Diferencia de goles
(A) Ascendido 

(D) Descendido 

|  | Asciende a la Football League Two                    |
|  | Clasificado para las semifinales play-off de ascenso |
|  | Clasificado para el play-off de ascenso              |
|  | Desciende a Conference North o National League South |

## Play-offs por el ascenso a laFootball League Two
|  | Eliminación preliminar | Eliminación preliminar | Eliminación preliminar |                  |   | Semifinal              | Semifinal | Semifinal       |   |  | Final | Final | Final |  |
|  |                        |                        |                        |                  |   |                        |           |                 |   |  |       |       |       |  |
|  |                        |                        |                        |                  |   |                        |           |                 |   |  |       |       |       |  |
|  | 5                      | Aldershot Town         | 1                      |                  |   |                        |           |                 |   |  |       |       |       |  |
|  | 5                      | Aldershot Town         | 1                      |                  |   |                        |           |                 |   |  |       |       |       |  |
|  | 6                      | Ebbsfleet United (p)   | 1                      |                  |   |                        |           |                 |   |  |       |       |       |  |
|  | 6                      | Ebbsfleet United (p)   | 1                      |                  | 2 | Tranmere Rovers (t.s.) | 4         |                 |   |  |       |       |       |  |
|  |                        |                        |                        |                  | 2 | Tranmere Rovers (t.s.) | 4         |                 |   |  |       |       |       |  |
|  |                        |                        | 6                      | Ebbsfleet United | 2 |                        |           |                 |   |  |       |       |       |  |
|  |                        |                        | 6                      | Ebbsfleet United | 2 |                        |           |                 |   |  |       |       |       |  |
|  |                        |                        |                        |                  |   |                        |           |                 |   |  |       |       |       |  |
|  |                        |                        |                        |                  |   |                        |           |                 |   |  |       |       |       |  |
|  |                        |                        |                        |                  |   |                        | 2         | Tranmere Rovers | 2 |  |       |       |       |  |
|  |                        |                        |                        |                  |   |                        |           |                 | 2 |  |       |       |       |  |
|  |                        |                        | 4                      | Boreham Wood     | 1 |                        |           |                 |   |  |       |       |       |  |
|  |                        |                        | 4                      | Boreham Wood     | 1 |                        |           |                 |   |  |       |       |       |  |
|  |                        |                        |                        |                  |   |                        |           |                 |   |  |       |       |       |  |
|  |                        |                        |                        |                  |   |                        |           |                 |   |  |       |       |       |  |
|  |                        | 3                      | Sutton United          | 2                |   |                        |           |                 |   |  |       |       |       |  |
|  |                        |                        |                        | 2                |   |                        |           |                 |   |  |       |       |       |  |
|  |                        |                        | 4                      | Boreham Wood     | 3 |                        |           |                 |   |  |       |       |       |  |
|  | 4                      | Boreham Wood           | 4                      | Boreham Wood     | 3 | 2                      |           |                 |   |  |       |       |       |  |
|  | 4                      | Boreham Wood           |                        |                  |   |                        |           |                 |   |  |       |       |       |  |
|  | 7                      | Fylde                  | 1                      |                  |   |                        |           |                 |   |  |       |       |       |  |
|  | 7                      | Fylde                  | 1                      |                  |   |                        |           |                 |   |  |       |       |       |  |
|  |                        |                        |                        |                  |   |                        |           |                 |   |  |       |       |       |  |

### Eliminación preliminar
| , |  | vs. |  |             |  |
|   |  |     |  | Árbitro(s): |  |

| , |  | vs. |  |             |  |
|   |  |     |  | Árbitro(s): |  |

| , |  | vs. |  |             |  |
|   |  |     |  | Árbitro(s): |  |

| , |  | vs. |  |             |  |
|   |  |     |  | Árbitro(s): |  |

### Semifinales
| , |  | vs. |  |             |  |
|   |  |     |  | Árbitro(s): |  |

| , |  | vs. |  |             |  |
|   |  |     |  | Árbitro(s): |  |

| , |  | vs. |  |             |  |
|   |  |     |  | Árbitro(s): |  |

| , |  | vs. |  |             |  |
|   |  |     |  | Árbitro(s): |  |

### Final
| , |  | vs. |  | Wembley Stadium, Londres |  |
|   |  |     |  | Árbitro(s):              |  |

- Datos: Q30634912